# دشت گرگان (مانه و سملقان)
دشت گرگان روستایی در دهستان جیرانسو بخش مرکزی شهرستان مانه و سملقان استان خراسان شمالی ایران است.

## جمعیت
بر پایه سرشماری عمومی نفوس و مسکن در سال ۱۳۹۵ جمعیت این مکان ۳۴ نفر (۱۳خانوار) بوده‌است.